# レングウェ国立公園
レングウェ国立公園（Lengwe National Park）は、マラウイの国立公園である。

## 概要
レングウェ国立公園は、マラウイ南部州のシーレ川下流域に位置するチクワワ県に設置されている。 887 km2の面積を持ち、環境的には乾燥した草原に灌木がまばらに茂るサバナである。
国立公園内には数多くの野生動物が生息する。特にニアラは、マラウイ国内ではムワビ野生動物保護区とレングウェ国立公園でしか見ることができない貴重な種である。その他の動物としては、インパラ、クーズー、ブッシュバック（en:Bushbuck）、サバンナダイカー（en:Common Duiker）、ワートホグ（en:warthog）、アフリカスイギュウ、チャクマヒヒ（en:Chacma Baboon）、ミドリザル（en:green monkey）が生息している。さらに、300を超える種の鳥類が生息しており、その中には固有種や貴重な種も含まれている。
また、レングウェ国立公園の入り口では現在、"Tisunge!"（マラウイの公用語であるチェワ語で"維持しましょう!"を指す）の標語のもと、文化教育センターを建設中である。この施設には、小型の博物館、図書館、店、会議室、事務室などが設置される予定である。なお、このセンターは、マラウイ最南部であるこの土地の豊かな自然環境や文化的遺産を保護し、地域共同体や国内、さらには世界へとアピールすることを活動目的としている。